# Daniel Dangl

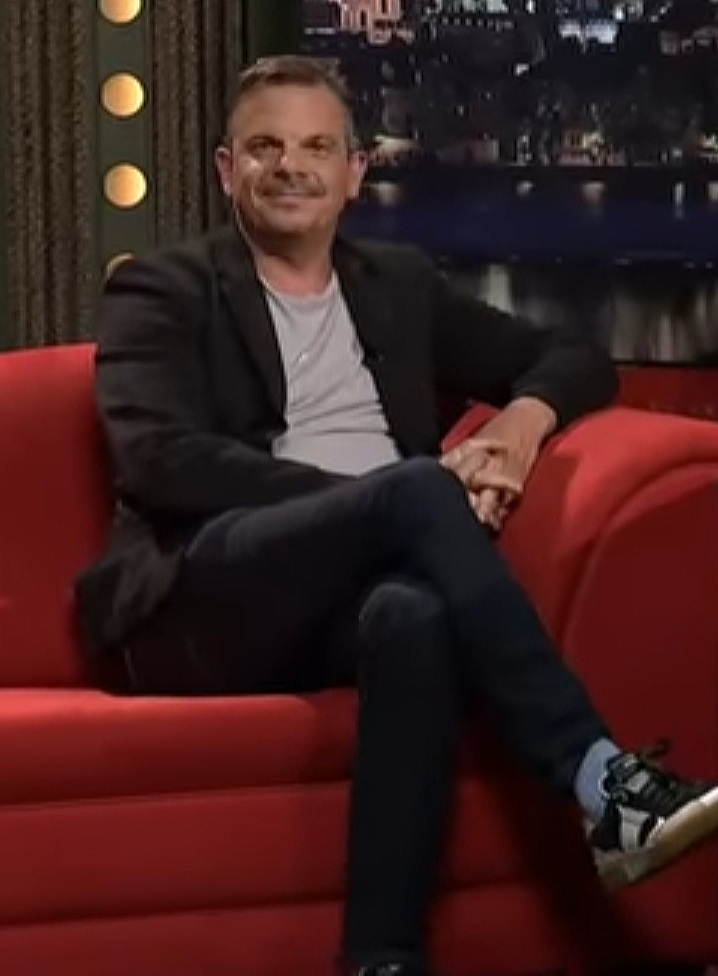
Dano Dangl nel 2022

Daniel Dangl, detto Dano Dangl (Bratislava, 5 febbraio 1975), è un regista, sceneggiatore e attore slovacco.

## Biografia
Dopo aver completato i suoi studi alla Scuola Professionale Secondaria Poligrafica, è stato accettato alla Alta Scuola di Arti Musicali di Bratislava. Dopo aver terminato l'università nel 1997, ha lavorato per due anni a Košice. È lavoratore autonomo, si guadagna da vivere principalmente con il doppiaggio, si esibisce nei teatri di Bratislava GUnaGU e LUDUS. Dal 2013 (escluso il 2018), insieme a Adela Vinczeová, si esibisce nello spettacolo di competizione-intrattenimento e conoscenza Milujem Slovensko, trasmesso su Jednotka.
In STV partecipato in il programma comico S.O.S. Tra le altre cose, ha partecipato in il game show Partička (in TV Markíza da 4° ottobre 2009 a 31° dicembre 2012), che viene trasmesso nella Repubblica Ceca con il nome Partička.cz da marzo 2011 con una pausa fino ad ora. 
È sposato, ha un figlio Oliver e due figlie Laura e Sienna, vive con la sua famiglia a Ivanka pri Dunaji.

## Filmografia
- 2000: Krajinka
- 2003: Milionár – quiz show – persona competitiva
- 2004: S.O.S. – programma comico
- 2007: Môj najmilší hit – programma cantante – giurato
- 2008: Áno, miláčik! – serie
- 2009: Partička – game show slovacco
- 2010: Tacho – film ceco (D. Landa)
- 2011: Partička – game show ceco
- 2013: Haló – programma comico
- 2013: Milujem Slovensko – game show famigliare sulla Slovacchia
- 2014: Kukátko – la prima sitcom improvvisata slovacca
- 2014: Kredenc – sketch show – sceneggiatura e regia
- 2015: Chart show – programma musicale sulle canzoni – attore
- 2018: 2 na 1 – game show – presentatore
- 2023: Možné je všetko – game show – presentatore